# Червенка (приток Яренги)
Червенка — река в России, протекает в Ленском районе Архангельской области. Длина реки составляет 52 км.
Начинается в елово-берёзовом лесу, к югу от безымянного болота глубиной 0,7 метра. Течёт в общем восточном направлении по тайге. Устье реки находится в 47 км по правому берегу реки Яренга на высоте 73,6 метра над уровнем моря. Ширина реки в среднем течении — 23 метра, глубина — 0,5 метра; вблизи устья — 12 и 1 метр соответственно. Скорость течения воды 0,6 м/с.

## Притоки
Объекты перечислены по порядку от устья к истоку.
- 11 км: река без названия
- 19 км: река без названия
- 27 км: Угрдъёль[3] (лв)
- 31 км: Лема[3] (пр)

## Данные водного реестра
По данным государственного водного реестра России относится к Двинско-Печорскому бассейновому округу, водохозяйственный участок реки — Вычегда от города Сыктывкар и до устья, речной подбассейн реки — Вычегда. Речной бассейн реки — Северная Двина.
Код объекта в государственном водном реестре — 03020200212103000023528.